# Palmaria
Palmaria er en italiensk ø i det liguriske hav i den østligste del af Ligurien overfor byen Portovenere. I 1997 blev øen sammen med Cinque Terre, Portovenere og de to naboøer, Tino og Tinetto optaget på UNESCOs verdensarvsliste. Øen har et areal på 6,5 km². Det er muligt at besøge øen med udflugtsbåde fra Portovenere, som den kun er adskilt fra ved et smalt stræde.
På øen kan bl.a. ses to gamle militærforte og et forladt fængsel og rester af militærinstallationer fra 2. verdenskrig. Øen blev anvendt ved optagelsen af nogle af scenerne til filmen Navarones Kanoner. Der er desuden tidligere brudt marmor på øen, og de gamle marmorbrud kan fortsat ses.
Øen har et rigt plante- og dyreliv, bl.a. findes den europæiske bladfinger, en sjælden art af gekko. Desuden er der grotter, hvor der lever adskillige arter af flagermus.
44°2′37.89″N 9°50′42.13″Ø / 44.0438583°N 9.8450361°Ø